# یوژف بتسا
یوژف بتسا (مجاری: József Beca; ۶ نوامبر ۱۹۲۹ – ۲۴ فوریهٔ ۲۰۱۱) بازیکن و مربی فوتبال اهل شوروی و اوکراین بود.
از باشگاه‌هایی که در آن بازی کرده‌است می‌توان به باشگاه فوتبال زسکا مسکو اشاره کرد.
وی به‌همراه تیم ملی فوتبال شوروی به مقام قهرمانی فوتبال در بازی‌های المپیک تابستانی ۱۹۵۶ دست پیدا کرده‌است.